# Gustaf Dyrssen
Gustaf Peder Wilhelm Dyrssen (ur. 24 listopada 1891 w Sztokholmie, zm. 13 maja 1981 w Kungsängen) – szwedzki pięcioboista nowoczesny i szermierz, trzykrotny medalista olimpijski i wielokrotny medalista mistrzostw świata w szermierce.
Urodził się w Sztokholmie jako syn admirała Wilhelma Dyrssena i baronessy Lizinki af Uggla. 
Ukończył Królewską Akademię Wojskową (szw. Kungliga Krigsskolan, obecnie Militärhögskolan Karlberg) i został zawodowym wojskowym. Początkowo porucznik artylerii ostatecznie osiągnął stopień generała brygady. Był też działaczem sportowym. W latach 1933–1940 był prezydentem Szwedzkiej Federacji Szermierki, w latach 1948-1960 był prezydentem Międzynarodowej Unii Pięcioboju Nowoczesnego, a od 1952 był członkiem Międzynarodowego Komitetu Olimpijskiego (MKOl), z funkcji tej zrezygnował w 1970.
Podczas igrzysk olimpijskich w Antwerpii w 1920 zdobył złoty medal w pięcioboju nowoczesnym, wyprzedzając rodaków: Erika de Lavala i Göstę Runö. Na rozgrywanych cztery lata później igrzyskach olimpijskich w Paryżu nie obronił tytułu, zajmując tym razem drugie miejsce za kolejnym Szwedem, Bo Lindmanem. Wystąpił tam także w turnieju szpady drużynowej, w której Szwedzi odpadli w pierwszej rundzie. Następnie wystąpił w konkurencjach szpady na igrzyskach olimpijskich w Amsterdamie w 1928, indywidualnie odpadając w ćwierćfinałach, a drużynowo w pierwszej rundzie. Brał też udział w igrzyskach olimpijskich w Berlinie w 1936 roku, gdzie Szwedzi w składzie: Hans Granfelt, Sven Thofelt, Gustav Almgren, Gustaf Dyrssen, Hans Drakenberg i Birger Cederin zdobyli srebrny medal w turnieju szpady drużynowej. W rywalizacji indywidualnej dotarł do ćwierćfinałów.
Podczas mistrzostw świata w Wiedniu w 1931 roku (oficjalnie imprezy tego cyklu rozgrywane są pod tą nazwą od 1937) Curt Dahlgren, Gustaf Dyrssen, Hans Granfelt, Carl Gripenstedt, Nils Hellsten i Sven Thofelt zdobyli brązowy medal w turnieju drużynowym. W tej samej konkurencji zdobył następnie srebrne medale na mistrzostwach świata w Lozannie (1935) i mistrzostwach świata w Pieszczanach (1938) oraz brązowe na mistrzostwach świata w Budapeszcie (1933), mistrzostwach świata w Warszawie (1934) i mistrzostwach świata w Paryżu (1937). Ponadto zdobył srebrny medal w zawodach indywidualnych na MŚ 1934, przegrywając tylko z Węgrem Pálem Dunayem.
Był mistrzem kraju w pięcioboju w latach 1914 i 1922 oraz w szpadzie w latach 1927, 1932 i 1952.
W 1979 odznaczony srebrnym Orderem Olimpijskim.